# Apimela fenyesi
Apimela fenyesi är en skalbaggsart som först beskrevs av Max Bernhauer 1906.  Apimela fenyesi ingår i släktet Apimela och familjen kortvingar. Inga underarter finns listade i Catalogue of Life.